# 会津陸上競技場
会津陸上競技場（あいづ・りくじょうきょうぎじょう）は、福島県会津若松市鶴ヶ城公園（鶴ヶ城三之丸跡地）にあった陸上競技場である。

## 概要
1950年9月に竣工。会津地区の陸上競技の中心的な競技場として使われ、1987年から開催され続けている「鶴ヶ城ハーフマラソン大会」のスタート・ゴール地点としても使われ続けた。
施設の老朽化や、陸上用トラックが土であるため記録の公認ができない恐れがあるため、2013年に会津総合運動公園に新たに開設されたあいづ陸上競技場に機能を事実上移転した。
その後は「鶴ヶ城公園多目的広場」としてイベント等に使用されている。

## 施設概要
- 日本陸上競技連盟3種公認陸上競技場
- 1周400m×8コース
- 収容人員1万人（メインスタンド・椅子席　1000人、バック～コーナースタンド・芝生席　9000人）
- サブトラック有